# 何平 (上将)
何平（1957年11月—），男，四川西充人，中国人民解放军上将。

## 生平
何平出生于西充县扶君乡会龙观村凤凰坝，1976年从西充中学毕业后加入中国人民解放军。曾任成都军区政治部保卫部部长，陆军第十四集团军31师政委。2008年任陆军第十四集团军政治部主任。2011年任陆军第十四集团军副政委。2013年任成都军区政治部副主任、成都军区联勤部政委。2014年7月任中国人民解放军总参谋部情报部政委。
2016年任西部战区副政委兼政治工作部主任。2017年8月任东部战区政委。
2009年晋升少将军衔。2017年7月，晋升中将军衔。2019年12月，晋升上将军衔。是中共十九大代表、十九届中央委员。